# مات كارول (كرة سلة)
مات كارول (بالإنجليزية: Matt Carroll)‏ مواليد 28 أغسطس 1980 في بيتسبرغ، هو لاعب كرة سلة أمريكي معتزل بدأ مسيرته الاحترافية في سنة 2003 وحمل الرقم 31 و3 و13 و33. يبلغ طوله 6 قدم 6 بوصة (2.0 م). اعتزل اللعب في 2012.

## فرق لعب لها
- بورتلاند ترايل بلايزرز
- سان أنطونيو سبرز
- شارلوت هورنتس
- دالاس مافيريكس

## إحصائيات المسيرة

### الموسم الاعتيادي
| السنة   | الفريق                 | لعب | بدأ | دقيقة | ميداني% | ثلاثية | حرة   | ارتداد | صنع | استلاب | تصدي | نقطة |
| ------- | ---------------------- | --- | --- | ----- | ------- | ------ | ----- | ------ | --- | ------ | ---- | ---- |
| 2003–04 | بورتلاند ترايل بلايزرز | 13  | 0   | 3.7   | .455    | .333   | 1.000 | .2     | .1  | .0     | .0   | 1.0  |
| 2003–04 | سان أنطونيو سبرز       | 3   | 0   | 7.3   | .400    | .000   | .500  | 1.0    | .3  | .3     | .0   | 2.0  |
| 2004–05 | شارلوت هورنتس          | 25  | 0   | 17.2  | .389    | .333   | .855  | 2.4    | .7  | .7     | .1   | 9.0  |
| 2005–06 | شارلوت هورنتس          | 78  | 6   | 16.3  | .403    | .389   | .821  | 2.0    | .4  | .6     | .1   | 7.6  |
| 2006–07 | شارلوت هورنتس          | 72  | 47  | 26.1  | .433    | .416   | .904  | 2.9    | 1.3 | .7     | .1   | 12.1 |
| 2007–08 | شارلوت هورنتس          | 80  | 18  | 25.2  | .428    | .436   | .804  | 2.8    | .9  | .6     | .2   | 9.0  |
| 2008–09 | شارلوت هورنتس          | 34  | 10  | 14.0  | .406    | .267   | .789  | 1.6    | .7  | .5     | .2   | 4.1  |
| 2008–09 | دالاس مافيريكس         | 21  | 0   | 6.7   | .273    | .125   | 1.000 | .7     | .1  | .1     | .1   | 1.2  |
| 2009–10 | دالاس مافيريكس         | 25  | 0   | 4.8   | .360    | .211   | 1.000 | .5     | .2  | .2     | .0   | 1.8  |
| 2010–11 | شارلوت هورنتس          | 54  | 1   | 10.8  | .447    | .370   | .769  | 1.3    | .4  | .3     | .1   | 4.4  |
| 2011–12 | شارلوت هورنتس          | 53  | 2   | 11.2  | .331    | .186   | .789  | 1.1    | .7  | .3     | .1   | 2.7  |
| 2012–13 | شارلوت هورنتس          | 1   | 0   | 6.0   | .000    | .000   | .000  | .0     | 1.0 | .0     | .0   | .0   |
| المسيرة | المسيرة                | 459 | 84  | 16.5  | .413    | .384   | .841  | 1.9    | .7  | .5     | .1   | 6.6  |

### التصفيات
| السنة   | الفريق         | لعب | بدأ | دقيقة | ميداني% | ثلاثية | حرة  | ارتداد | صنع | استلاب | تصدي | نقطة |
| ------- | -------------- | --- | --- | ----- | ------- | ------ | ---- | ------ | --- | ------ | ---- | ---- |
| 2009    | دالاس مافيريكس | 4   | 0   | 3.5   | .500    | .000   | .000 | .5     | .0  | .0     | .0   | .5   |
| 2010    | شارلوت هورنتس  | 1   | 0   | 5.0   | 1.000   | .000   | .000 | 1.0    | .0  | .0     | .0   | 2.0  |
| المسيرة | المسيرة        | 5   | 0   | 3.6   | .667    | .000   | .000 | .6     | .0  | .0     | .0   | .8   |

## روابط خارجية
- مات كارول على موقع الاتحاد الدولي لكرة السلة (الإنجليزية)
- مات كارول على موقع إن بي أي (الإنجليزية)
- مات كارول على موقع سبورتس رفرنس (الإنجليزية)
- مات كارول على موقع كرة السلة الأوروبية.كوم (الإنجليزية)
- مات كارول على موقع كلية كرة السلة في سبورتس رفرنس.كوم (الإنجليزية)
- مات كارول على موقع ريلجم (الإنجليزية)
- مات كارول على موقع بروبوليرز (الإنجليزية)
- مات كارول على موقع سبورتس رفرنس (الإنجليزية)